# 树鹊属
树鹊属（学名：Dendrocitta），是鸦科的一属。属下共有6种鸟类。
属下物种有：
- 棕腹树鹊
- 灰树鹊
- 马来树鹊
- 白腹树鹊
- 黑额树鹊
- 安达曼树鹊